# Ucrania Frambuesa
|  | 90-75% 75-50% 50-25% | 25-10% 10-5% 5-2% |

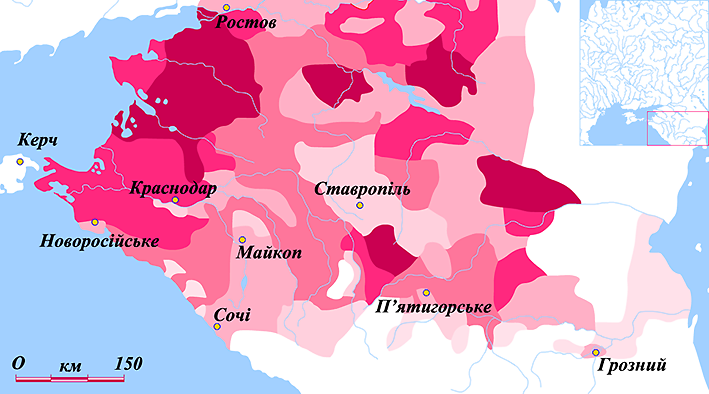
Región de Kubán habitada por ucranianos en 1926.
90-75%
75-50%
50-25%
25-10%
10-5%
5-2%

Ucrania Frambuesa o Cuña Frambuesa es el término que se le da a las regiones del Don y especialmente del Kubán, donde había una concentración mayoritaria de población étnica ucraniana entre los siglos XVIII y principios del XX. 
A diferencia de otras regiones del imperio ruso con enclaves remotos de población ucraniana como Ucrania Verde, donde estos se debían a emigración, colonización masiva o deportaciones, esta se consideraba por la etnografía ucraniana como parte de Ucrania, ya que no existía una separación geográfica entre Ucrania y la región de Kubán, estrechamente unidos al norte del mar de Azov. Esto podía reflejarse en las reclamaciones territoriales de la República Popular Ucraniana, que incluían la región.  
La población ucraniana en el Kubán, siendo el grupo étnico mayoritario con un 62,20% de la población total en 1926, disminuyó drásticamente tras el Holodomor de 1933, el cual afectó especialmente a esta zona, junto con el este de Ucrania. La población que quedó fue gradualmente asimilándose de forma forzosa debido a políticas de rusificación o de forma natural a lo largo de los años, representando en 2020 el 0,50% de la población del krai de Krasnodar. 

## Historia
Se formó en el período comprendido entre finales del siglo XVIII y finales del siglo XIX debido al reasentamiento de los primeros cosacos zaporiyianos y posteriormente por campesinos ucranianos. Después de la destrucción del Sich de Zaporozhia los cosacos desaparecieron. Pero en relación con el estallido de la guerra entre el Imperio ruso y el Imperio otomano, liderado por parte de los cosacos, el gobierno imperial por iniciativa de Grigori Potiomkin organizó a principios de 1787 con el resto de los cosacos llamado Ejército de Cosacos Fieles, que pronto tomó parte en la guerra ruso-turca junto con el ejército ruso. 
En 1788 pasó a llamarse Ejército del Cosaco del Mar Negro. Los cosacos del mar Negro fundaron 40 aldeas en Kuban y les dieron los mismos nombres que las aldeas del Sich de Zaporozhia. En los años siguientes, parte de los antiguos cosacos fueron reubicados allí, quienes luego de la destrucción del Sich se asentaron en las regiones de Yekaterinoslav y Jersón. 
Los colonos, sin embargo, se consideraban a sí mismos ucranianos y en algunos lugares conservaron el idioma de sus antepasados, el folklore y las tradiciones del Sich (elección de ciertos cargos, etc.). Según los censos de la década de 1930, se identificó con el pueblo ucraniano un 62 % de la población del territorio de Krasnodar, pero luego debido al Holodomor y la rusificación, aumentó la proporción de residentes con autoidentificación rusa. Ahora el 82 % del territorio de Krasnodar se consideran rusos, muchos de los cuales todavía hablan los dialectos de la región de Dnieper (conocidos como "Balachka" ) y se refieren al grupo subétnico informal de los cosacos de Kubán.

## Demografía
Porcentaje de etnias en la región en 1926.
| Etnicidad   | Habitantes | Porcentaje |
| ----------- | ---------- | ---------- |
| Ucranianos  | 915 450    | 62,20%     |
| Rusos       | 498 120    | 33,80%     |
| Armenios    | 21 023     | 1,40%      |
| Bielorrusos | 8 434      | 0,60%      |
| Otros       | 29 521     | 2,00%      |